# 波羅的海沿岸第2方面軍
波羅的海沿岸第2方面軍（俄语：2-й Прибалтийский фронт）是蘇聯紅軍於第二次世界大戰中組建的一支方面軍，主要用於波羅的海沿岸戰事。

## 歷史
波羅的海沿岸第2方面軍成立於1943年10月20日，由波羅的海沿岸方面軍更名而來，而後者10天前則為布良斯克方面軍。1943年11月1日至21日，波羅的海沿岸第2方面軍左翼部隊展開「波洛茨克-维捷布斯克攻势」。1至2月，波羅的海沿岸第2方面軍參與了列寧格勒-大諾夫哥羅德攻勢。7月，再執行了「雷日察-德文斯克攻勢」，向西推進200公里。8月，發動「馬多納攻勢」，挺至道加瓦河西岸60至70公里，並收復了交通樞紐馬多納。
1944年9月，波羅的海沿岸第2方面軍參與「波羅的海攻勢」中的「里加攻勢」，至10月22日已攻抵圖庫姆斯邊境，還與波羅的海沿岸第1方面軍將德軍北方集團軍大批部隊圍困於「庫爾蘭口袋」。
之後直至1945年4月1日波羅的海沿岸第2方面軍解編前，一直在嘗試消滅「庫爾蘭口袋」中的德軍殘餘部隊，自2月起，波羅的海沿岸第1方面軍也加入此行動。方面軍解編後，方面軍所有單位重新編列至列寧格勒方面軍的「庫爾蘭集群」，用於消滅「庫爾蘭口袋」中的德軍殘部。

## 人事
- 資料來源：[2]

司令員
- 馬基恩·米哈伊洛維奇·波波夫大將：1943年10月—1944年4月
- 安德烈·伊万诺维奇·叶廖缅科大將：1944年4月—1945年2月
- 列昂尼德·亚历山德罗维奇·戈沃罗夫元帥：1945年2月—1945年3月

軍事委員會委員
- 列夫·扎哈洛维奇·麦赫利斯中將：1943年10月—1943年12月
- 尼古拉·亞歷山德羅維奇·布爾加寧中將：1943年12月—1944年4月
- 伏拉迪米爾·尼古拉耶維奇·博加特金（俄语：Богаткин, Владимир Николаевич）中將：1944年4月—1945年3月

參謀長
- 列昂尼德·米哈伊洛維奇·桑達洛夫中將：1943年10月—1945年3月
- 馬基恩·米哈伊洛維奇·波波夫上將：1945年3月—解編

## 戰鬥序列
| 1944年1月1日 - 近衛第6軍團 - 近衛第10軍團 - 突擊第1軍團 - 突擊第3軍團 - 第22軍團 - 第15航空軍團 |

| 1944年4月1日 - 近衛第10軍團 - 突擊第1軍團 - 突擊第3軍團 - 第22軍團 - 第15航空軍團 |

| 1944年10月1日 - 近衛第10軍團 - 突擊第3軍團 - 第22軍團 - 第42軍團 - 第15航空軍團 |

| 1945年1月1日 - 近衛第10軍團 - 突擊第3軍團 - 第22軍團 - 第42軍團 - 第15航空軍團 |

## 註腳
1. ↑  Frieser & Schmider（2017年），第629页
2. 1 2 3 4  samsv